# Hylocereus ocamponis
Hylocereus ocamponis là một loài thực vật có hoa trong họ Cactaceae. Loài này được (Salm-Dyck) Britton & Rose mô tả khoa học đầu tiên năm 1909.

## Hình ảnh

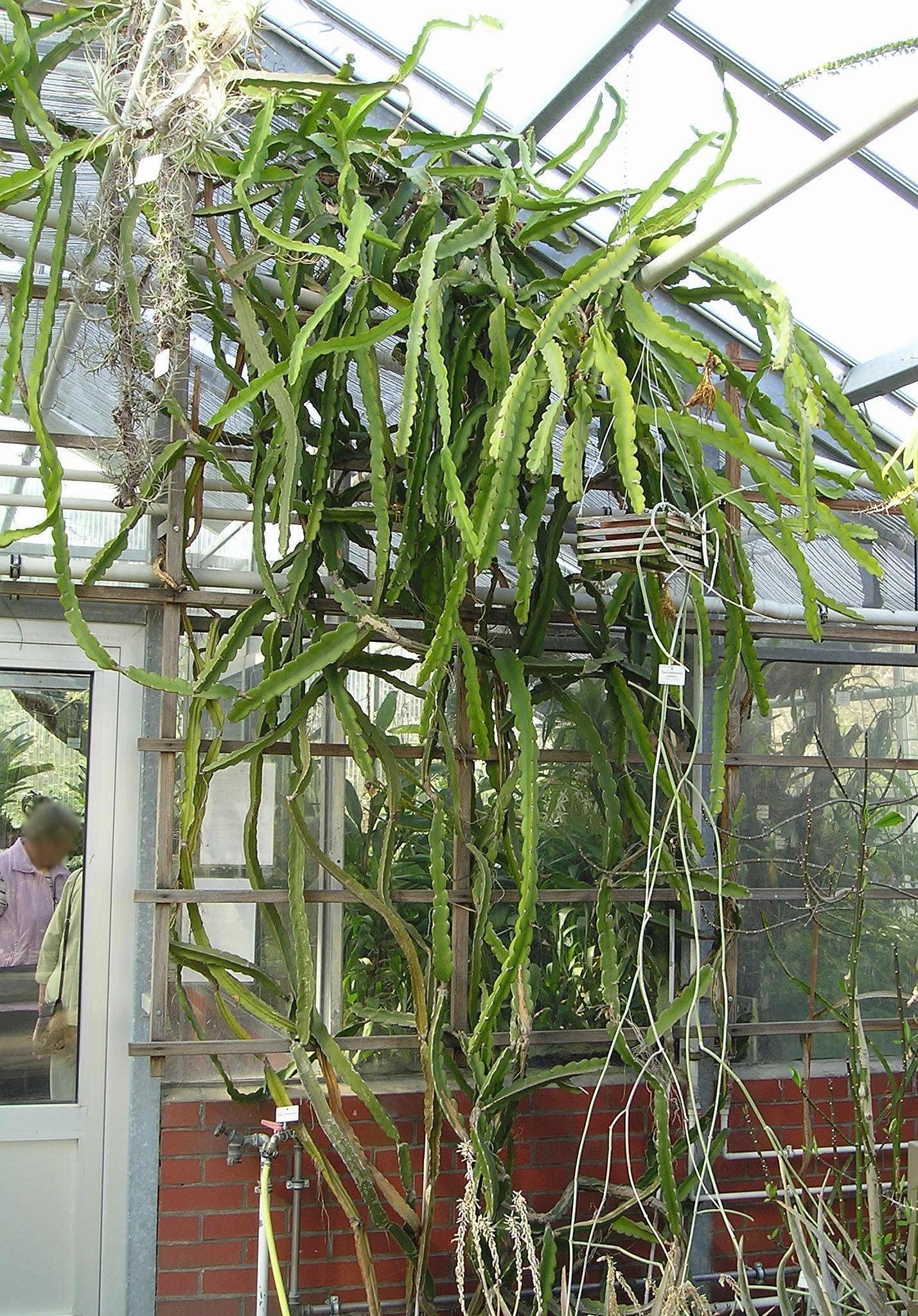
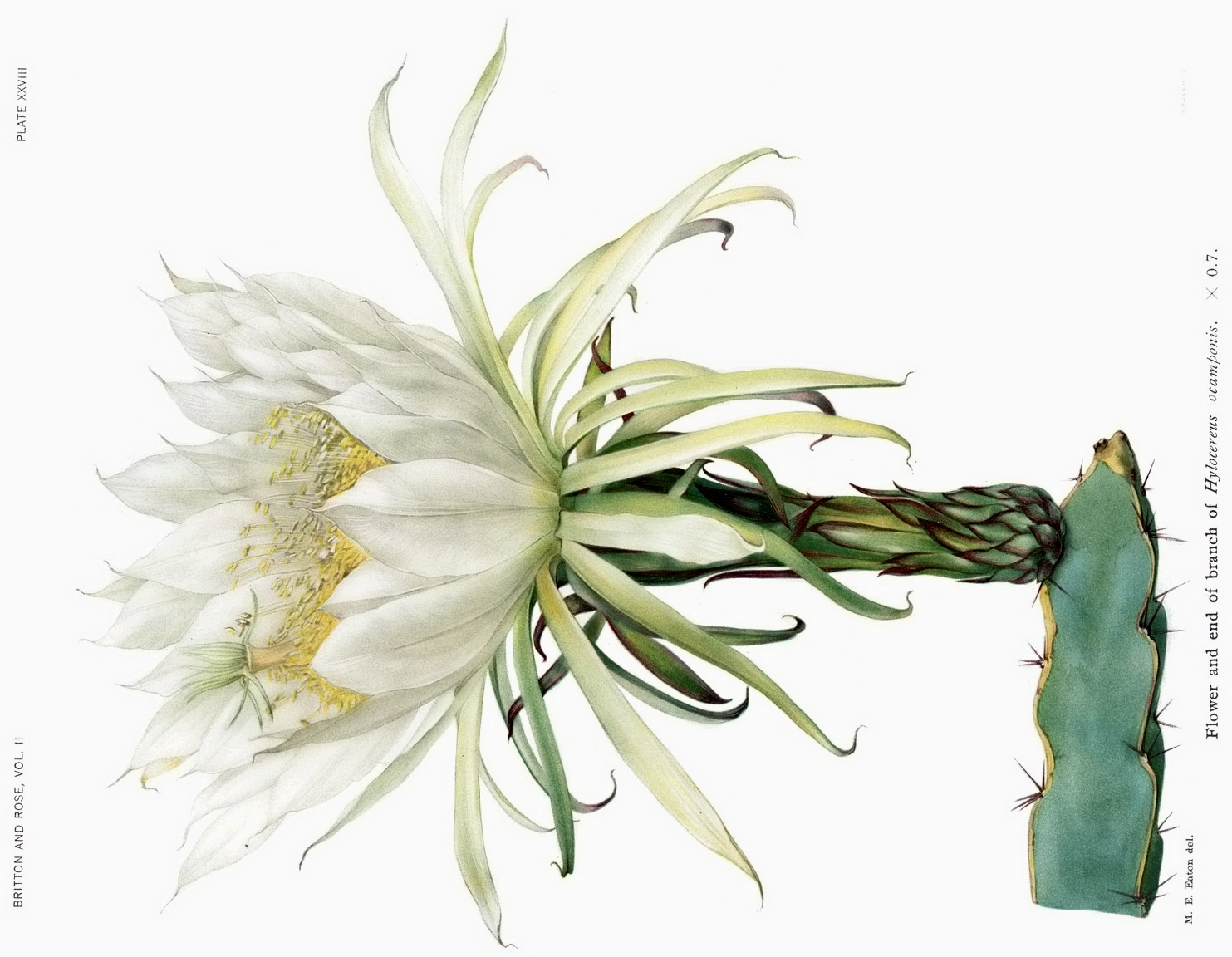